# أولي بيرغمان
أولي بيرغمان هو سياسي فنلندي، ولد في 5 نوفمبر 1919، وتوفي في 2001. انتخب Secretary General of the Nordic Council of Ministers ‏ (1973 – 1978).